# Winx Club: Secretul regatului pierdut
Winx Club I: Secretul regatului pierdut (în italiană Winx Club: Il segreto del regno perduto) este primul film de animație 3D italian bazat în serialul de desene animate creat de Rainbow S.p.A, Winx Club. Filmul a avut premiera pe 17 noiembrie 2007 în Italia și pe 29 februarie 2008 în România. Regizorul filmului este Iginio Straffi. Filmul este plasat după sezonul 3 al serialului original.

## Descriere
Într-un univers magic, vrăjitoare și războinici luptă în numele binelui. Sau al răului! În milenara confruntare se implică și un grup de cinci adolescente, alese să apere universul cu puterile lor magice. Ele sunt Clubul Winx și, împreună cu aliații lor, atrași de frumusețea și inteligența fetelor, vor încerca să le vină de hac maleficelor Vrăjitoare, care vor să scufunde lumea în întuneric și teroare. În urmă cu 16 ani cei mai puternici magicieni războinici s-au sacrificat pentru a păstra pacea în Dimensiunea Magică. Acum destinul regatului stă în mâinile lui Bloom, tânăra zână a flăcării Dragonului. Împreună cu prietenele ei Stella, Flora, Layla, Musa și Tecna, Bloom luptă împotriva vrăjitoarelor și a războinicilor într-o lume magică în care totul este posibil! Ca în orice poveste există însă Vrăjitoarele care vor să cucerească și să domine lumea, să îngenuncheze omenirea și să-i țină sub teroare. Va putea Bloom împreună cu grupul Winx Club să salveze Dimensiunea Magică și să devină prințesă?

## Actori

#### Winx
- Letizia Ciampa - Bloom
- Perla Liberatori - Stella
- Ilaria Latini - Flora
- Gemma Donati - Musa
- Dimitillia D’amico - Tecna
- Laura Lenghi - Layla

#### Specialiștii
- Alessandro Quarta - Sky
- Massimiliano Alto - Brandon
- Francesco Pezzuli - Helia
- Mirko Mazzanti - Riven
- Corrado Conforti - Timmy
- Sasha de Toni - Nabu

## Coloana sonoră
Albumul digital intitulat după numele filmului:
1. „Unica” (You’re the One)
2. „Segui il ritmo” (Stand Up)
3. „Potere di Enchantix” (Enchantix, versiunea filmului în 3D)
4. „A un passo da me”" (You Made Me a Woman)
5. „Only a Girl”
6. „Segui il tuo cuore” (Fly)
7. „Ending” (All the Magic)